# Walenty Gryk

Wappen von Walenty Gryk

Walenty Gryk SVD (* 23. Februar 1957 in Uzbiereż) ist ein polnischer Ordensgeistlicher und römisch-katholischer Bischof von Goroka in Papua-Neuguinea.

## Leben
Walenty Gryk trat der Ordensgemeinschaft der Steyler Missionare bei. Er studierte Philosophie und Katholische Theologie am Priesterseminar in Pieniężno. Gryk legte am 8. September 1983 die ewige Profess ab und wurde zehn Tage später in Pieniężno durch den Bischof von Kundiawa, Wilhelm Kurtz SVD, zum Diakon geweiht. Am 28. April 1984 empfing er in Pieniężno durch den Bischof von Kulm, Marian Przykucki, das Sakrament der Priesterweihe. Nach weiterführenden Studien wurde er an der Katholischen Universität Lublin zum Doktor der Theologie promoviert.
1984 wurde Walenty Gryk als Missionar nach Papua-Neuguinea entsandt, wo er zunächst als Pfarrer in Namta im Bistum Goroka (1985–1988) wirkte und später in Drekikier im Bistum Wewak (1988–1994). Anschließend war Gryk als Kaplan an der Universität Goroka tätig, bevor er 1999 Distriktsuperior der Steyler Missionare in Simgo wurde. Von 2005 bis 2016 war er Direktor des diözesanen Pastoralzentrums in Goroka. Zudem wirkte er von 2004 bis 2010 als nationaler Koordinator für die biblische Pastoral und von 2011 bis 2016 als Generalvikar des Bistums Goroka. 2017 wurde Walenty Gryk Verantwortlicher für die Berufungspastoral und Distriktsuperior seiner Ordensgemeinschaft in Mount Hagen. Ab 2020 war er Koordinator für die Ausbildung und Mitglied des Provinzialrats sowie Sekretär für die Missionsangelegenheiten der Steyler Missionare in Papua-Neuguinea.
Am 14. Februar 2022 ernannte ihn Papst Franziskus zum Bischof von Goroka. Der Erzbischof von Port Moresby, John Kardinal Ribat MSC, spendete ihm am 7. Mai desselben Jahres vor der Kathedrale Mary Help of Christians in Kefamo die Bischofsweihe; Mitkonsekratoren waren der Erzbischof von Mount Hagen, Douglas Young SVD, und der Bischof von Bougainville, Dariusz Kałuża MSF.